# مسكيغون هايتس
مسكيغون هايتس (بالإنجليزية: Muskegon Heights, Michigan)‏ هي مدينة تقع بولاية ميشيغان في شمال شرق الولايات المتحدة. تبلغ مساحة هذه المدينة 8.26 (كم²)، وترتفع عن سطح البحر 190 م، بلغ عدد سكانها 10856 نسمة في عام 2010 حسب إحصاء مكتب تعداد الولايات المتحدة وتصل الكثافة السكانية فيها 1313.9 نسمة/كم2.

## التركيبة السكانية
قام مكتب تعداد الولايات المتحدة بتحديد بيانات التركيبة السكانية لمسكيغون هايتسفي تعداد الولايات المتحدة. في ما يلي، التركيبة السكانية حسب تعدادي 2000 و2010.

### تعداد عام 2000
بلغ عدد سكان مسكيغون هايتس 12,049 نسمة بحسب تعداد عام 2000، وبلغ عدد الأسر 4,507 أسرة وعدد العائلات 2,970 عائلة مقيمة في المدينة.
وتوزع التركيب العرقي للمدينة بنسبة 17.69% من البيض و 0.45% من الأمريكيين الأصليين و 0.25% من الأمريكيين ذوي الأصول الآسيوية و 0.02% من سكان جزر المحيط الهادئ و 77.77% من الأمريكيين الأفارقة و 2.19% من عرقين مختلطين أو أكثر.
بلغ عدد الأسر 4,507 أسرة كانت نسبة 36.9% منها لديها أطفال تحت سن الثامنة عشر تعيش معهم، وبلغت نسبة الأزواج القاطنين مع بعضهم البعض 25.0% من أصل المجموع الكلي للأسر، ونسبة 35.2% من الأسر كان لديها معيلات من الإناث دون وجود شريك، وكانت نسبة 34.1% من غير العائلات. تألفت نسبة 28.8% من أصل جميع الأسر من أفراد ونسبة 9.7% كانوا يعيش معهم شخص وحيد يبلغ من العمر 65 عاماً فما فوق. وبلغ متوسط حجم الأسرة المعيشية 3.28، أما متوسط حجم العائلات فبلغ 2.66.
بلغ العمر الوسطي للسكان 29 عاماً. وكانت نسبة 35.2% من القاطنين تحت سن الثامنة عشر، وكانت نسبة 9.3% بين الثامنة عشر والأربعة وعشرون عاماً، ونسبة 27.0% كانت واقعةً في الفئة العمرية ما بين الخامسة والعشرون حتى والأربعة وأربعون عاماً، ونسبة 17.8% كانت ما بين الخامسة والأربعون حتى الرابعة والستون، ونسبة 10.6% كانت ضمن فئة الخامسة والستون عاماً فما فوق. يوجد لكل 100 أنثى 82.6 ذكر، ويوجد لكل 100 أنثى في الثامنة عشر من عمرها فما فوق 74.5 ذكر.
بلغ متوسط دخل الأسرة في المدينة 21,778 دولار، أما متوسط دخل العائلة فبلغ 26,144 دولار. وكان متوسط دخل الذكور 30,027 دولار مقابل 22,768 دولار للإناث. وسجل دخل الفرد الخاص بالمدينة 12,456 دولار. وكانت نسبة 25.7% من العائلات ونسبة 29.6% من السكان تحت خط الفقر، وكان من هؤلاء نسبة 41.8% تحت سن الثامنة عشر ونسبة 17.0% في الخامسة والستين من العمر وما فوق.

### تعداد عام 2010
بلغ عدد سكان مسكيغون هايتس 10,856 نسمة بحسب تعداد عام 2010، وبلغ عدد الأسر 3,996 أسرة وعدد العائلات 2,682 عائلة مقيمة في المدينة. في حين سجلت الكثافة السكانية 3,403.1 نسمة لكل ميل مربع (1,313.9/كم2). وبلغ عدد الوحدات السكنية 4,842 وحدة بمتوسط كثافة قدره 1,517.9 لكل ميل مربع (586.1/كم2).
وتوزع التركيب العرقي للمدينة بنسبة 16.0% من البيض و 0.3% من الأمريكيين الأصليين و 0.1% من الأمريكيين ذوي الأصول الآسيوية و 78.3% من الأمريكيين الأفارقة و 3.8% من عرقين مختلطين أو أكثر.
بلغ عدد الأسر 3,996 أسرة كانت نسبة 42.2% منها لديها أطفال تحت سن الثامنة عشر تعيش معهم، وبلغت نسبة الأزواج القاطنين مع بعضهم البعض 20.2% من أصل المجموع الكلي للأسر، ونسبة 40.0% من الأسر كان لديها معيلات من الإناث دون وجود شريك، بينما كانت نسبة 7.0% من الأسر لديها معيلون من الذكور دون وجود شريكة وكانت نسبة 32.9% من غير العائلات. تألفت نسبة 28.4% من أصل جميع الأسر من أفراد ونسبة 8.2% كانوا يعيش معهم شخص وحيد يبلغ من العمر 65 عاماً فما فوق. وبلغ متوسط حجم الأسرة المعيشية 3.23، أما متوسط حجم العائلات فبلغ 2.66.
بلغ العمر الوسطي للسكان 30.3 عاماً. وكانت نسبة 32.3% من القاطنين تحت سن الثامنة عشر، وكانت نسبة 10.3% بين الثامنة عشر والأربعة وعشرون عاماً، ونسبة 25.4% كانت واقعةً في الفئة العمرية ما بين الخامسة والعشرون حتى والأربعة وأربعون عاماً، ونسبة 22.6% كانت ما بين الخامسة والأربعون حتى الرابعة والستون، ونسبة 9.6% كانت ضمن فئة الخامسة والستون عاماً فما فوق. وتوزع التركيب الجنسي للسكان بنسبة 46.3% ذكور و53.7% إناث.

## وصلات خارجية
- http://www.cityofmuskegonheights.org
- The US50 - Cities and Towns in Michigan State